# Кечкемет
Кечкемет (мађ. Kecskemét) је осми по величини град у Мађарској, смештен у средишњем делу државе. Кечкемет је управно средиште жупаније Бач-Кишкун.
Град има 110.376 становника према подацима из 2008. године.

## Географија
Град Кечкемет се налази у средишњем делу Мађарске. Од престонице Будимпеште град је удаљен 86 километара јужно. Са Будимпештом је повезан добрим саобраћајним везама (магистрална пруга Будимпешта — Београд, савремени ауто-пут М5).
Град Кечкемет се налази у средишњем делу Панонске низије и нема реку. Подједнако је удаљен од Дунава и Тисе — око 40 km. Клима у граду је умерено континентална.

## Историја
Први траг људског насеља на територији Кечкемета стар је пет хиљада година. Сармати су населили област Кечкемета у првом веку пре Христа. Сарматска насеља су била уништена у монголској најезди.
Кечкемет је био смештен на важном трговачком путу и стога се брже развијао него друга насеља, постајући важно трговиште. Насељен је пре Арпада. Звање града Кечкемет је добио 1368. године у време владавине мађарског краља Лајоша Великог.
У 16. веку Кечкемет пада под Османлије, али избегава замирање као многи средњовековни градови у Угарској. Град је захваљујући се добрим одбрамбеним бедемима сачувао од уништења и временом стекао аутономију од паше у Будиму.
Године 1693. Леополд I Хабзбуршки ослобађа Кечкемет турске власти и град одмах добија градска права. Са хабзбуршком влашћу враћа се и католичка црква. Град у 18. веку се брзо развија и постаје важно културно, привредно и управно средиште.
Током Револуције 1848-49. Кечкемет није имао значајну улогу, па није значајније страдао. После Револуције град се брзо подигао и убрзо добио железничку везу са Будимпештом. Такође, у ово време подигнуте су многе нове грађевине, а град се и бројчано повећавао.
У Кечкемету су одржавани годишњи вашари (1847): 12. марта, 10. маја, 16. августа, 26. септембра и 25. новембра. Дана 12. маја 1857. године у Кечкемету је свечано дочекан аустријски цар и царица, и том приликом је град постао "слободни краљевски".
Град Кечкемет је наумио 1861. године да на оближњој пустари Пустасер, подигне споменик Арпаду на брежуљку Сипхалом. Јер ту је пре 1000 година на пустари држана машарска народна скупштина. Ту се налазе још шест брежуљака, и сви су спомен на постојање седам некадашњих мађарских племена, која су се ујединила.
Године 1905. каже се за Кечкемет да се налази на прузи и има жељезничку станицу. У месту раде реформаторска Правна академија, римокатоличка гимназија, државна Реалка и варошка женска Грађанска школа.
Кечкемет је релативно лако прошао кроз Први светски рат и Други светски рат, али су се у другој половини 20. века десиле значајне промене. Град је доживео нагли развој и раст становништва (са 60 хиљада после рата на 105 хиљада почетком 90их година). Током протеклих година транзиције, због повољног положаја на важном прометном правцу град је имао мању кризу него други градови у држави, па није губио становништво.

## Становништво
По процени из 2017. у граду је живело 110.813 становника.
| 1949.  | 1960.  | 1970.  | 1980.  | 1990.   | 2001.   | 2011.   | 2017.   |
| ------ | ------ | ------ | ------ | ------- | ------- | ------- | ------- |
| 61.730 | 71.226 | 79.978 | 92.047 | 102.516 | 107.665 | 111.411 | 110.813 |

Кечкемет је осми град по величини у држави. Град последњих година расте захваљујући подстицању економије на све важнијој прометној вези Будимпешта — Београд.
Становништво Кечкемета махом чине Мађари. По вероисповести већина у граду су католици.

## Срби у Кечкемету
Срби 1702. године "поробише Кечкемет" и "разбише Мађаре" (Ракоцијеву војску), пише један хроничар. Потиски крајишници у одељењу генерала Глобица, под заповедништвом надкапетана Вутина, нападоше Кечкемет. Јуришом отеше "Сегединску капију" и распрнуше тамошње куруце, под заповедништвом Пардотија. Све посекоше који су пружили отпора, и запалише то место. Кечкемет је опустошен од стране Срба и 1707. године. Године 1713. помиње се становник места Петраш Вуј(т)ин.
Године 1716. пуковник Јован Текелија је победио Швеђане у Кечкемету. Била је то војска коју је послао шведски краљ Карл XII.
За време божићних празника 1768. године службу је вршио у "капели" тамошњој православној, јеромонах Доротеј. Био је то Грк калуђер из "аласонског манастира" код Арада. А почетком следеће 1769. године постављен је кечкеметског "грчког попа" - пароха. Ради потврде је кренуо код владике, али је у Солноку као "сумњива личност" био ухапшен и затворен у тамницу у Јегру.
По државном шематизму православног клира у Угарској у Кечкемету је 1846. године постојала градска православна парохија, у оквиру Будимске епархије. Црквене матрикуле се воде од 1778. године. Постоји православна црква, а парох је био 1846. године поп Јован Миликшић. Пописано је у тој парохији са парохијским филијалама 137 православних душа. Припадајуће парохијске филијале су тада биле: Нађ Корош, Ирса, Цеглед, Солнок, Алпар, Пуста Ладањи и Фелеђхаз. Школа постоји, школски директор је Александар Пап трговац, док учитељ Петар Хрисантопул ради са осам ђака.
По другом извору, православна парохија је основана и матице се воде од 1777. године. Православни храм је изграђен у византијско-романском стилу 1828. године. Посвећен је Силаску Св. Духа или празнику Духови. Забележен је као месни парох 1826. године поп Наум Поповић. Поп Гаврило Бољарић био је 1874. године претплатник часописа "Матице". Темпло је осликао Јосиф Курбел сликар из Будимпеште 1903. године.
Почетком 19. века у Кечкемету је наводно било само две српске куће, а Грци су имали 18 кућних "нумера", од којих богатих трговаца, као Трандафил са 7 дућана у граду. Грчки трговци организовани у "трговачку компанију" су подигли своју православну цркву у Кечкемету, коју су похађали и Срби, али су се временом помађарили. Грчки парох у Кечкемету је 1761. године био јеромонах Пајсије "от Јеласон". Када су се Румуни канонски одвајали од српске митрополије, и Грци су се поделили. Црквена општина у Кечкемету је остала са Србима, али то је било по њима привремено решење. Србин парох јавља се 1794. године - био је то купац српске историјске књиге, поп Антоније Добројевић.
Први познати Србин пренумерант - читалац књига био је 1794. године тамошњи купец Лазар Поповић. Кечкеметски Србин, трговац Георгије Марковић бавио се 1820. године у Сегедину где је купио једну књигу. Било је пренумераната за Вукову збирку народних српских песама и у Кечкемету 1823. године. Били су то: Трандафил Пачу, Софроније Пачу и Василије Драгојловић - све трговци тамошњи. Књига о лечењу болести имала је 1830. године претплатнички пункт у Кечкемету. Оформио га је месни трговац Константин Мерче, а ту су још читаоци: Никола Деметровић трговац, Константин Гавриловић (из Вршца), Јован Чокрљан, Илија Петровић и Лазар Лазаревић - трговачке калфе, те ученици њих четворо са стране. Купац књиге Стаматовићеве, једини у Кечкемету био је 1834. године поп Јефрем Јаковљевић администратор парохије. Пренумерантски пункт за српску књигу формирао је у Кечкемету 1837. године Урош Вучерић "прве године права слушатељ". Студент је записао мештане, поп Василија Јанковића пароха и Георга Папа млађег, трговца; остало су били "слушатељи" у месту. Наводи се тридесетак младића који су били: слушатељи права оба разреда, затим мудрољубља, поезије и красноречија. Била су ту (1839) два пренумеранта Павловићевог "Српског народног листа". Издање стихова Лукијана Мушицког које је приредио његов брат Ђорђе 1840. године купио је у Кечкемету само поп Василије Јанковић.
Црквени попис из 1865. године осликава жалосно стање српског народа у горњој Угарској. У једној парохији у Кечкемету - оне шесте класе, у коју су ушли становници више места (Циглед, Нађ Кереш и Солнок), било је укупно 128 православних Срба. У Кечкемету је радила реформатовска гимназија на мађарском језику (од 1861), на којој је било много младих Срба, са свих страна, нарочито из Темишвара. Тамошњи православни парох и катихета гимназијски Петар Мирковић није сматрао да је Св. Сава важан српски православни празник, и није литургију одржао јер је био понедељак, радни дан. Спречио је српске гимназијалце да прославе Савиндан. Ученици су били често стипендисти више добротворних фондова који су деловали при Матици српској. Тако 1872. године седми разред је похађао Душан Димитријевић, стипендиста из Фонда Нестора Димитријевића (иначе рођак оснивача). Две године касније ту учи још један Димитријевићев стипендиста, Светозар Станковић. При градској гимназији је деловала српска Омладинска дружина "Братство" (помиње се и под именом "Застава" 1868-1869) од 1867. године.
По Витковићевом извештају у Кечкемету је 1867. године било 91 српска православна душа. Бољарић Гаврило кечкеметски учитељ и катихета је 1874. године издао књигу из области црквеног права, у Панчеву.
Српски извор из 1905. године наводи за Кечкемет, муниципалну варош да има 61.243 становника са 9577 домова. грчких домова било је 12, а заједно Срба и Грка беше 103 православне душе. По претходном државном попису из 1900. године, Срба је било 17 особа, од којих девет војника кадроваца. Од јавних здања помиње се само грчка православна црква. Српске школе није било, а двоје ученика је ишло у стране школе. Парохијске филијале биле су 1905. године: Нађкереш, Цеглед, Солнок, Фелеђхаза, Ирша, Алпар и Пусталадањ. Црквена општина је организована, председник је поп Стеван Чампраг, перовођа Ђорђе Пап, старатељ Димитрије Козма. Све је било уређено, архива новија а библиотека - само са грчким књигама. Постоји парохијски дом и српско православно гробље а најстарији споменик је из 1796. године. Парох парохије шесте класе је био као администратор, поп Стеван Чампраг родом из Риђице у Бачкој. Службовао је до тад осам година у месту.
Почетком 21. века у Кечкемету о старим Србима сведоче појединачни камени споменици на општем градском гробљу. Када је санирано српско православно гробље пренето је шест надгробних споменика на друго место; део на централно гробље а део у порту православног Св. тројичког храма у месту (грчког). Сви епитафи су на мађарском језику, а односе се на породице: Драголовић, Козма и Пачу. У црквеној порти тог храма налазе се ту припадајући споменици (4) породица Пачу и Хариш. То је остатак од пописаних педесет споменика у Кечкемету, колико их је евидентирано 1925. године.

## Партнерски градови
- Дорнбирн
- Вадовице
- Аомори
- Хивинке
- Риселсхајм
- Ковентри
- Таргу Муреш
- Текирдаг
- / Симферопољ
- Берегове
- Аркеј
- Нахарија
- Виборг
- Гросенхајн
- Суботица

## Галерија
- Католичка црква
- "Велика црква" (Nagytemplom)
- Кућа науке и уметности (Tudomány és Művészetek Háza)